# Guerra dos camponeses na Alta Áustria
A Guerra dos camponeses na Alta Áustria (em alemão:  Oberösterreichischer Bauernkrieg) foi uma rebelião liderada por fazendeiros em 1626, cujo objetivo era libertar a Alta Áustria do domínio bávaro. O motivo (encontrado no Frankenburger Würfelspiel de 1625) foi uma escalada da tentativa do eleitorado bávaro de pressionar o país para a fé católica na época da Guerra dos Trinta Anos.

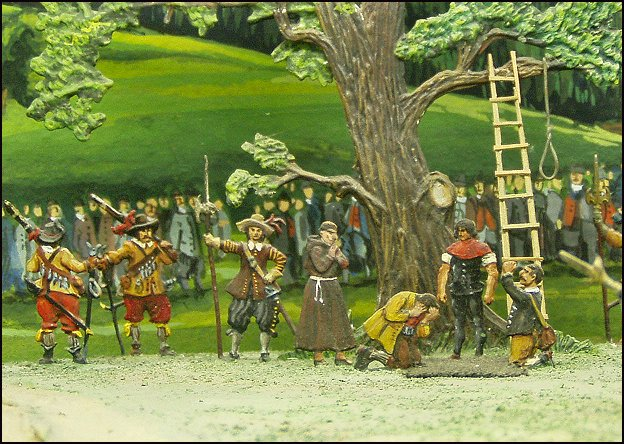
Frankenburger Würfelspiel – dois homens são forçados a jogar por suas vidas, jogando os dados.

## História

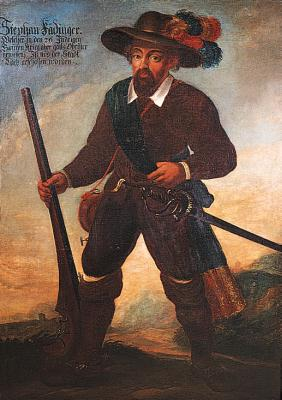
Stefan Fadinger, eleito alto comissário dos distritos de Traunviertel e Hausruckviertel e comandante supremo do exército rebelde

No início da Guerra dos Trinta Anos, a Alta Áustria foi prometida ao Eleitorado da Baviera pela Casa de Habsburgo. O novo governante aplicou cuius regio, eius religio (a religião do governante ditava a religião dos governados) e tentou converter as terras da fé protestante à fé católica. Em maio de 1625, o padre protestante da paróquia de Frankenburg am Hausruck foi substituído por um padre católico enviado da Baviera. Após uma revolta armada, o novo padre foi forçado a fugir do castelo. No entanto, os rebeldes temiam a reação da Baviera e se renderam três dias depois. Adam von Herberstorff, o administrador bávaro da Alta Áustria, convocou todos os homens da região para Haushamerfeld, perto de Frankenburg, para realizar os julgamentos. Os 36 homens que lideraram a revolta estavam entre os 5.000 reunidos. O tribunal condenou os homens à morte, mas permitiu que metade deles fosse libertada. Dois homens dariam um passo à frente e um seria enforcado enquanto o outro iria embora. Um lance de dados determinaria seu destino.
Herberstorff pensou que a dura sentença assustaria os camponeses, mas serviu apenas para aumentar a dissidência e dar simpatia aos rebeldes. No ano seguinte, os camponeses se prepararam secretamente para a guerra, recrutando um homem da casa de cada fazendeiro, fornecendo-lhes armas e ensinando-lhes táticas. Eles pretendiam atacar no dia de Pentecostes, mas a revolta estourou duas semanas antes, quando soldados bávaros tentaram roubar um cavalo em Lembach im Mühlkreis. Em resposta, vários camponeses em peregrinação perto de Lembach rapidamente se reuniram para massacrar a guarnição bávara de 25 homens. O grupo continuou a reunir mais recrutas a caminho de Peuerbach, onde enfrentaram Herberstorff e seus homens. Mesmo antes que todo o tamanho do exército camponês fosse reunido em Peuerbach, várias companhias os atacaram e foram rapidamente derrotados. Os novos comissários da região foram eleitos sumariamente no campo de batalha.
O exército camponês de 5.000 homens sitiou Eferding, Wels, Kremsmünster e Steyr, chegando finalmente a Linz, que não se rendeu apesar de ser defendida por apenas 150 soldados bávaros. Durante o cerco de Linz, o líder rebelde, Stefan Fadinger, foi baleado. Ele morreu em 5 de julho, duas semanas após o tiro fatal. Demorou meses para a Baviera enviar tropas sob o comando de Pappenheim para socorrer a cidade no final de agosto. Steyr foi reconquistada em 26 de setembro e Wels em 27 de setembro. A guerra continuou até o início do inverno, deixando o campo destruído. Os fazendeiros agora eram obrigados a alimentar os 12.000 soldados bávaros que passavam o inverno no país. A maioria dos líderes da revolta foram decapitados nos meses seguintes.

### Recepção

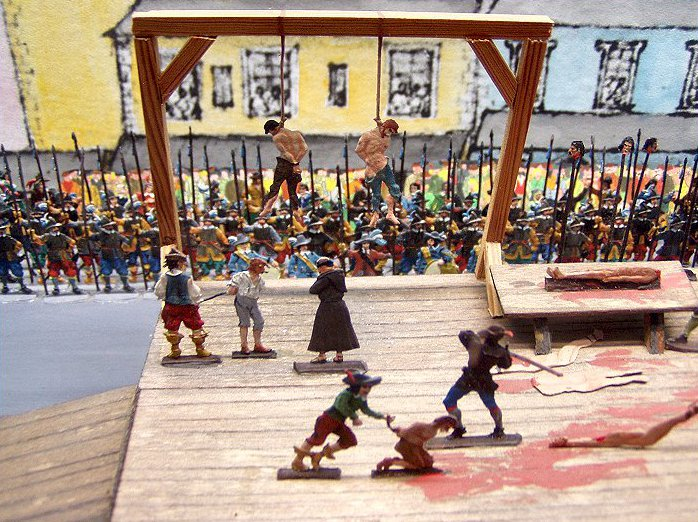
Decapitação de Martin Aichinger

A Alta Áustria foi rebelde por séculos, com 62 revoltas conhecidas entre 1356 e 1849, 14 das quais ocorreram no século XVI. No entanto, a Guerra dos Camponeses de 1626 foi a mais cara em termos de vidas humanas e danos ao gado e propriedades. A guerra fez com que Martin Aichinger perdesse sua fazenda e começasse a vagar pelo país. Ele acabou se tornando um líder religioso que liderou uma revolta popular contra o domínio aristocrático. Suas ideias revolucionárias assustaram tanto os governantes que tentaram prendê-lo, levando a outra série de revoltas que terminaram na Batalha no Frankenberg (em alemão "Schlacht auf dem Frankenberg") em 1636. Todos os seguidores de Aichinger foram massacrados durante a batalha, incluindo as mulheres e crianças restantes que estavam escondidas.